# Benigembla

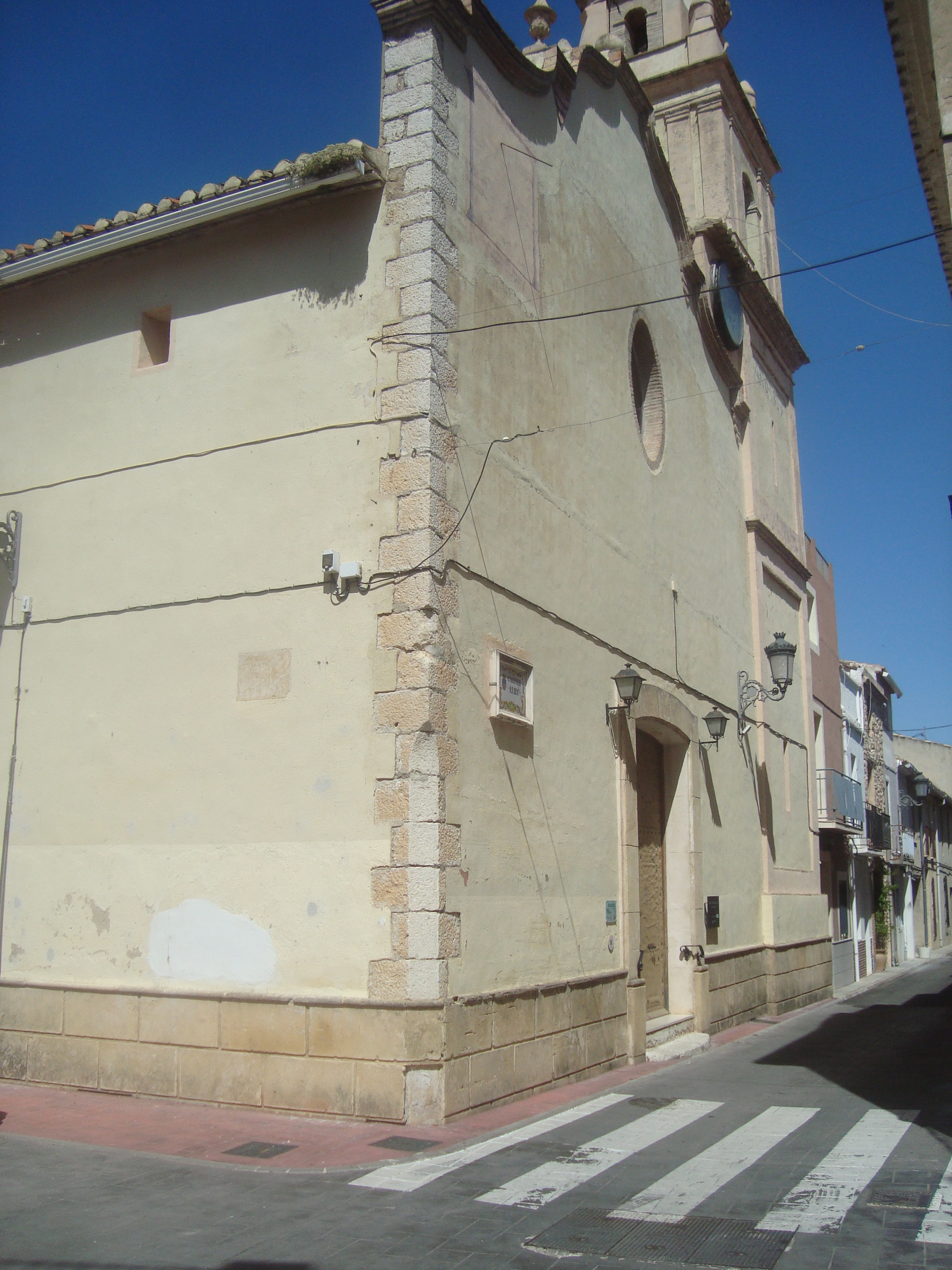
Église paroissiale de San José (Benigembla).

Benigembla, en valencien et officiellement (Benichembla en castillan), est une commune d'Espagne de la province d'Alicante dans la Communauté valencienne. Elle est située dans la comarque de la Marina Alta et dans la zone à prédominance linguistique valencienne.
Elle fait partie d'un groupe de communes appelé Val de Pop (en espagnol : mancomunidad del Valle de Pop). Le territoire communal couvre 18,45 km2. Le village de Benigembla se trouve à 314 mètres d'altitude. Il est situé à 23 km de Dénia (chef-lieu de comarque), 50 de Benidorm, 88 d'Alicante et 105 de Valence.

## Géographie

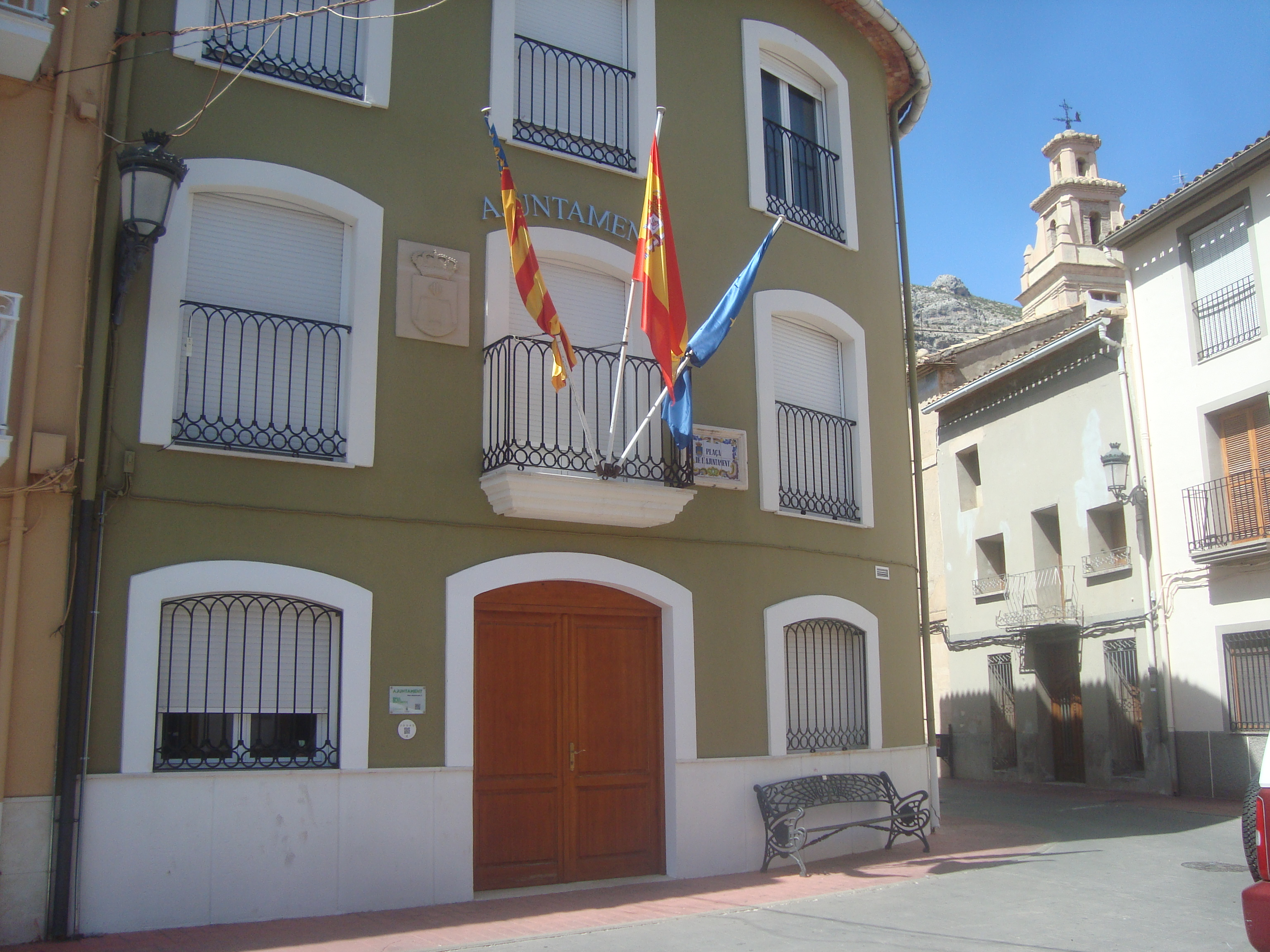
Benigembla (Alicante)

Localisation de Benigembla
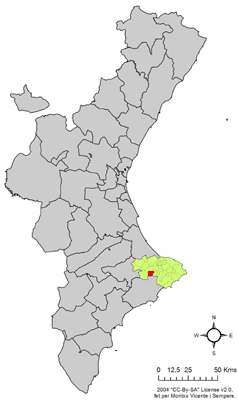
dans la Communauté valencienne.
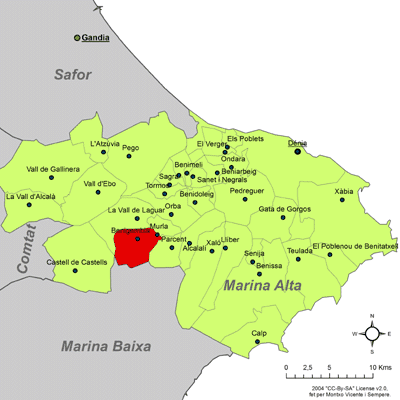
dans la comarque de la Marina Alta.

Le village se trouve au pied des monts du Cavall Verd, dans la vallée de la rivière Xaló-Gorgos, qui traverse le territoire de la commune d'ouest en est. Cette vallée a été désignée en 2005 comme site d'intérêt communautaire particulier par la Commission européenne. Cette rivière a une longueur de 55 km et se jette dans la mer Méditerranée à Xàbia.
Le point culminant de Benigembla, El Morro d'en Serra, est à 1 001 m. D'autres sommets notables de Benigembla sont : el Cavall Verd, aussi nommé el Pop, (793 m), la Penya del Altar (949 m), la Solana (793 m) et el Mirabo (691 m).
Le relief est dans l'ensemble modéré et offre des lieux à visiter sur tout le territoire municipal, comme la montée de La Penya del Altar, El Cavall Verd, une montagne qui ressemble au visage d'une femme, la zone de loisirs de la "safareig", et la zone de camping La Vall de Pop à seulement 750 m de la ville. La commune est connue dans la région pour ses nombreux sentiers et points de vue spectaculaires sur les montagnes. L'un des sentiers de randonnée d'intérêt de la ville est la route d'El Mirabo.
Il existe une colonie de la plante rare Caralluma munbyana dans la montagne du Cavall Verd, un type de cactus à fleurs roses indigène du sud-est de l'Espagne, qui est en danger d'extinction. On ne connaît que trois autres colonies de cette plante dans le Pays Valencien ; elle est actuellement sous la protection de l'Union internationale pour la conservation de la nature (UICN).

## Histoire et démographie
Un peuplement préhistorique est attesté par les peintures rupestres situées au lieudit Pla de Petracos (sur la commune de Castell de Castells, à 7,5 km de Benigembla) ; ces peintures au nombre de plus de 8000 datent de 6000 av. J.-C. et ont été inscrites par l'UNESCO au patrimoine culturel mondial.
La commune de Benigembla est d'origine arabe, comme la plupart des villes du Val de Pop ; après la Reconquista, le peuplement est resté presque entièrement morisque. Aussi, lorsqu'en 1609, a été publié le décret d'expulsion, plus de 10 000 Morisques du Val de Pop se sont rassemblés dans la montagne du Cavall Verd pour résister aux attaques des chrétiens. Après avoir été assiégés, ils ont dû se rendre, car ils étaient à court de nourriture, d'eau et des fournitures de base. La plupart de ces Maures ont été expulsés après avoir subi de lourdes pertes.
En 1615, la population avait seulement 99 habitants. Par la suite, l'ensemble du Val de Pop a été repeuplé grâce à un afflux de population principalement en provenance des îles Baléares et de la Catalogne. Les colons ont apporté des traditions qui pour la plupart existent encore aujourd'hui, ainsi que l'usage de la langue catalane ("valencien"), qui reste la langue principale du village.
La commune a atteint son apogée démographique en 1860 avec presque 900 habitants. De 1900 à 1960 elle a perdu 34 % de sa population, du fait de la forte émigration vers les États-Unis, la France, l'Allemagne et l'Algérie (alors colonie française).
Après cette date, une nouvelle période s'est ouverte : la commune a connu un nouvel afflux d'immigrants, surtout des Britanniques, qui ont commencé à s'installer dans les années 1980. Mais il y a aussi des Allemands et des Américains du Nord. Les habitants du quartier (urbanizacion) de Parc Vernissa parlent généralement l'anglais.
Aujourd'hui, selon le dernier recensement, en 2013, le village compte moins de 600 habitants, dont 45 % d'étrangers (36 % de Britanniques).

## Patrimoine

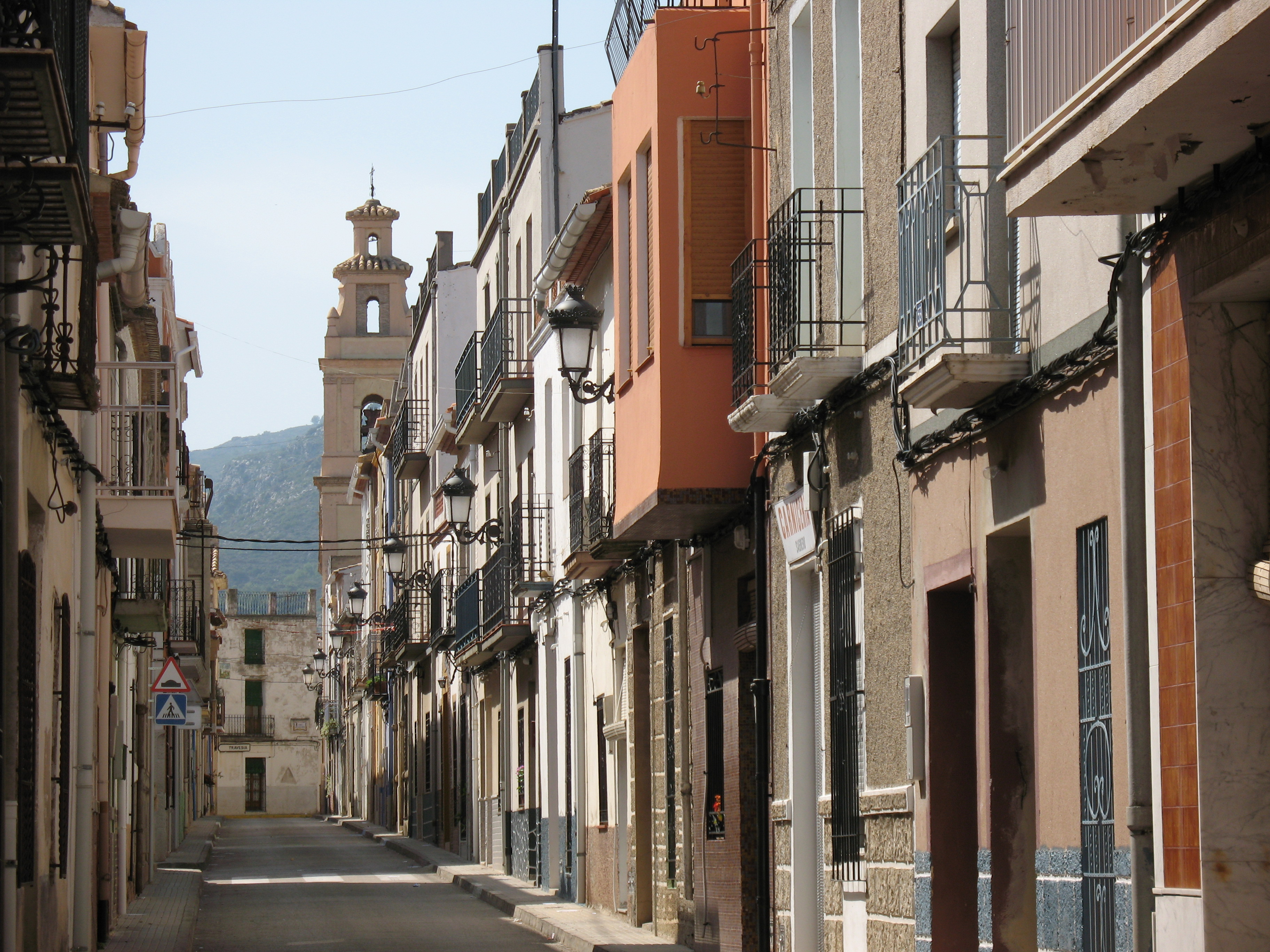
El Carrer Llarg - La rue Grande.

## Traditions locales
Il existe deux grandes périodes de festivités au cours de l'année. Dans la troisième semaine de janvier, la ville célèbre ses fêtes d'hiver en l'honneur de Saint Honoré (Sant Honorat) et Saint Antoine (Sant Antoni) avec ses fayre, la bénédiction des animaux domestiques et d'autres animaux, ainsi que d'autres activités. La fête principale a lieu durant l'été, du 12 au 17 août. Au cours de cette fête d'été, il y a des célébrations religieuses ainsi que des concerts, du théâtre, des feux d'artifice (correfocs), de la danse, du sport ( valencien hand-ball) et la course avec les taureaux.
En automne, il y a généralement une foire d'artisanat le dernier week-end d'octobre (diumenge darrer d'octubre).